# Sergej Kraigher

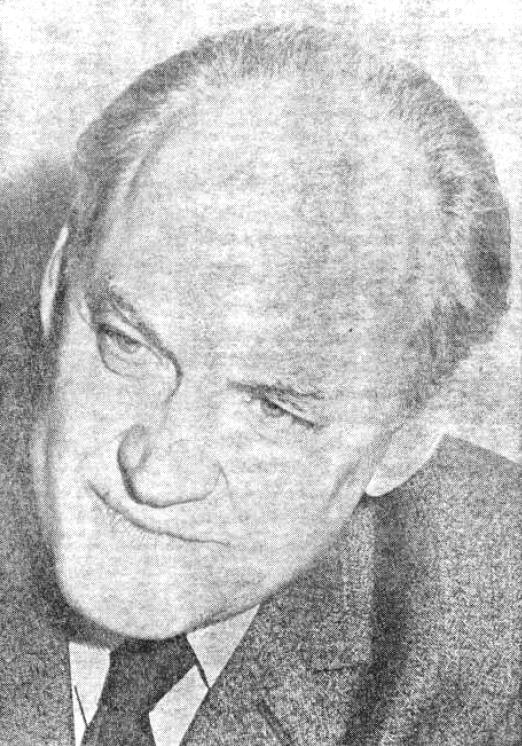
Sergej Kraigher (1969)

Sergej Kraigher (serbokroatisch-kyrillisch Сергеј Крајгер; * 30. Mai 1914 in Postojna, Österreich-Ungarn; † 2001 in Ljubljana, Slowenien) war ein jugoslawischer Politiker. Als Vorsitzender des Staatspräsidiums war er 1981/82 Staatsoberhaupt Jugoslawiens.

## Biografie
Bis 1937 studierte Sergej Kraigher Medizin in Ljubljana und Zagreb, er beendete das Studium aber nie. Stattdessen machte er eine Karriere als Kader in der kommunistischen Partei, in die er 1934 eingetreten war. Seit 1941 beteiligte er sich am Partisanenkampf gegen die deutschen Besatzer; dabei versah er verschiedene Parteiämter in der slowenischen Untersteiermark. Nach dem Zweiten Weltkrieg war er von 1946 bis 1950 Vorsitzender der Plankommission in Slowenien. 1951 ging er nach Belgrad und war zunächst bis 1953 Chef der jugoslawischen Nationalbank. Als Kraigher 1952 ins Zentralkomitee des Bundes der Kommunisten Jugoslawiens (BdKJ) gewählt wurde, begann sein Aufstieg in der Parteihierarchie.
1953–1958 arbeitete er als Direktor des föderalen Planungsinstituts, das sich mit dem Aufbau der sozialistischen Wirtschaft befasste. 1958–1963 war Kraigher Industrieminister, ehe er zum Vizepräsidenten der föderalen Kammer der Nationalversammlung gewählt wurde. 1967 vertauschte er diesen Posten mit dem des slowenischen Parlamentspräsidenten, den er bis 1974 innehatte. 1969 wurde er ins Parteipräsidium gewählt. Als Präsident eines Republiksparlaments war er von Amts wegen auch Mitglied des föderalen Staatspräsidiums, das Tito 1971 mittels einer Verfassungsänderung hatte einrichten lassen. Im Mai 1974 wurde Kraigher zum slowenischen Republikspräsidenten gewählt; er hatte dieses Amt acht Jahre lang inne.
Nach dem Tod des bedeutenden slowenischen Politikers Edvard Kardelj im Februar 1979 erbte Kraigher dessen Funktionen in Partei und Staat: Das slowenische Parlament wählte ihn in das achtköpfige föderale Staatspräsidium und das Zentralkomitee der slowenischen Kommunisten entsandte ihn als seinen Vertreter ins Zentralkomitee der Bundespartei. Wie sein Vorgänger Kardelj galt er als nüchterner, wenig nationalistischer Slowene, dem zugetraut wurde, im Staatspräsidium zwischen den Vertretern der Serben und Kroaten bzw. Kosovaren zu vermitteln.
1981 wurde Sergej Kraigher turnusgemäß zum Vorsitzenden des Staatspräsidiums gewählt und er war damit für ein Jahr jugoslawisches Staatsoberhaupt. Zur gleichen Zeit leitete der slowenische Politiker eine nach ihm benannte Kommission von Experten, die der Regierung Vorschläge zur Bewältigung der seit Mitte der 70er Jahre in Jugoslawien herrschenden Wirtschaftskrise unterbreiten sollte. Die Kommission kritisierte eine Reihe von Missständen im sozialistischen Wirtschaftssystem und sprach sich für marktwirtschaftliche Reformen aus, ohne jedoch die Arbeiterselbstverwaltung grundsätzlich in Frage zu stellen. Die 1983 im Abschlussbericht der Kraigher-Kommission unterbreiteten Reformvorschläge wurden aber kaum umgesetzt.
Nach seinem Ausscheiden aus dem Staatspräsidium zog sich Sergej Kraigher 1986 ins Privatleben zurück. Bis zu seinem Tod im Jahr 2001 lebte er in Ljubljana.

## Werke
- Spomini revirskih sekretarjev. Trbovlje 1987. (Erinnerungen an die Zeit des Zweiten Weltkriegs)
- Die Durchführung des langfristigen Programms der ökonomischen Stabilisierung. In: Sozialistische Theorie und Praxis. Bd. 14 (1987), 5, S. 50–66.
- Kako iz krize. O dugorocnom programu ekonomske stabilizacije i njegovom ostvarivanju. Zagreb 1985, ISBN 86-343-0116-8.
- Moč Jugoslavije je v samoupravljanju. Razgovori s Sergejem Kraigherjem. Ljubljana 1984.
- Konsequente Durchsetzung der ökonomischen Stabilisierung. In: Sozialistische Theorie und Praxis. Bd. 9(1982), S. 68–80.
- Za socialistično samoupravno demokracijo. 2 Bde. Ljubljana 1980.